# Поль Бія
Поль Бія (фр. Paul Biya; нар. 13 лютого 1933) — камерунський політичний та державний діяч; прем'єр-міністр Камеруну (1975–1982), потім президент Камеруну (з 1982).

## Біографія

### Політична кар'єра
Поль Бія народився 3 лютого 1933 року у селі Мвомекаа. За етнічною належністю фанґ (булу). 1956 року закінчив ліцей генерала Леклерка у Камеруні, отримав диплом за спеціальністю «філософія». З червня 1956 року проходив навчання у ліцеї Луї ле Гран у Парижі, також навчався у Сорбонні. 1962 року він закінчив Інститут досліджень «заморських територій» у Парижі. У тому ж році Бія вступив на держслужбу, працював чиновником з особливих доручень у канцелярії президента Амаду Ахіджо, потім 1964 року його було призначено директором кабінету в Міністерстві національної освіти, молоді та культури, а 1965 року став генеральним секретарем Міністерства.
30 червня 1975 року Поля Бія було призначено на пост прем'єр-міністра Камеруну.

### Президент
4 листопада 1982 року президент Амаду Ахіджо несподівано оголосив про свою відставку. 6 листопада, згідно із конституцією, Поль Бія змінив його на посту президента. У серпні 1983 року Бія звинуватив Ахіджо у підготовці червневого державного перевороту. 14 вересня Поль Бія став головою партії Камерунський національний союз, перейменованої 1985 року у Демократичне об'єднання камерунського народу.

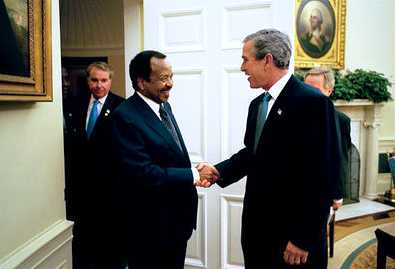
Поль Бія і президент США Джордж Буш, 2003 рік.

6 квітня 1983 року урядові війська придушили спробу військового перевороту. Після цього Бія розпустив Республіканську гвардію. Він переміг на президентських виборів 14 січня наступного року і був переобраний на виборах 24 квітня 1988 року з результатом 98,75 % голосів.
11 жовтня 1992 року у країні пройшли президентські вибори, перемогу на яких здобув Поль Бія, набравши 39,98 %. 1996 року Бія був обраний терміном на рік головою Організації Африканської Єдності. На президентських виборах, що пройшли 12 жовтня 1997 року, він був переобраний з результатом 92,57 % голосів.
11 жовтня 2007 року в країні відбулися чергові президентські вибори, за результатами яких Бія знову здобув перемогу, набравши 70,92 % голосів.
9 жовтня 2011 року Поля Бія було переобрано, набравши на президентських виборах 77,99 % голосів.
Поль Бія звинувачується багатьма в диктатурі, особливо вихідцями з колишнього англійського Камеруну. У багатьох списках сучасних диктаторів світу Бія також фігурує поряд з Мсваті III, Теодоро Обіанг Нгема Мбасогою та Робертом Мугабе. Так, у рейтингу журналу  Парад  за 2009 він займає 19-у позицію в списку найгірших диктаторів світу.